# George Berry
Pour les articles homonymes, voir Berry (homonymie).
Ne doit pas être confondu avec Georges Berry.
George Berry, né le 18 août 1904 à Hackney (Londres) et mort le 16 juillet 1972, est un footballeur et entraîneur anglais.

## Carrière
Il joue comme avant-centre à Gillingham FC, Charlton Athletic, Crystal Palace et Brentford FC.
Puis il émigre en France en 1932 et s'engage au SC Fives comme entraîneur-joueur. En 1937, il raccroche les crampons mais continue à entraîner l'équipe de Fives. 
Lorsque le SC Fives fusionne en 1944 avec l'Olympique lillois pour donner naissance au Lille OSC, l'ancien président du SC Fives Louis Henno prend la direction du nouveau club et choisit de poursuivre avec George Berry. Le club atteint dès la saison de sa création sa première finale : après avoir successivement écarté Saint-Quentin, le Stade français, le Stade rennais, Lyon puis Toulouse de la compétition, les Lillois s'inclinent face au Racing Club de Paris en finale de la coupe de France 1944-1945. 
La saison suivante, le LOSC, qui accède au statut professionnel, écrit la première ligne de son palmarès. La « machine de guerre », surnom donnée par la presse, réussit le doublé national en remportant la Coupe de France, en battant en finale le Red Star, et le championnat, devant Saint-Étienne et les rivaux locaux du CO Roubaix-Tourcoing. René Bihel est le meilleur buteur du championnat avec 28 buts inscrits en 26 matchs. Ne supportant plus les ingérences du président, George Berry décide cependant de quitter le club à la fin de la saison ; il est remplacé par un autre ancien fivois, André Cheuva.
Il entraîne l'OGC Nice de 1953 à 1955. Il y remporte une deuxième fois la Coupe de France, en 1954. Il part ensuite entraîner les clubs tunisiens du CS Hammam Lif, puis de l'Étoile Sportive du Sahel. Puis il s'installe au Luxembourg et dirige les joueurs de la Jeunesse Esch de 1958 à 1961, et de l'Union Luxembourg, de 1961 à 1963. 
Il meurt à Londres en 1972.

## Palmarès
Joueur
- Vice-Champion de France en 1934 avec le SC Fives

Entraîneur
- Champion de France en 1946 avec le Lille OSC
- Vainqueur de la Coupe de France en 1946 avec le Lille OSC et en 1954 avec l'OGC Nice
  - Finaliste de la Coupe de France en 1941 avec le SC Fives et 1945 avec le Lille OSC
- Champion de Tunisie en 1956 avec le CS Hammam Lif, en 1957 et 1958 avec l'Étoile sportive du Sahel
- Vainqueur de la Coupe de Tunisie en 1957 avec l'Étoile sportive du Sahel
- Champion du Luxembourg en 1959 et 1960 avec l'AS La Jeunesse d'Esch, en 1962 avec l'Union Luxembourg